# Vaca Huañuna
Vaca Huañuna es una localidad argentina ubicada en el departamento Figueroa de la provincia de Santiago del Estero. Se encuentra sobre la ruta provincial 2, 7 km al sur de La Invernada y 4 km al este del río Salado.
Cuenta con una escuela primaria que data de 1910. Es un área agrícola bajo riego por obra del Dique Figueroa, que también permite evitar las inundaciones. En 2008 se habilitó el acceso al agua potable.

## Población
Cuenta con 185 habitantes (Indec, 2010), lo que representa un incremento del 27,6% frente a los 145 habitantes (Indec, 2001) del censo anterior.
| Gráfica de evolución demográfica de Vaca Huañuna entre 1991 y 2010 |
|                                                                    |
| Fuente: Censos nacionales del INDEC                                |

## Toponimia
El topónimo Vaca Huañuna es de origen híbrido quichua y castellano y significa lugar donde muere la vaca.